# Lonchaea orsitesa
Lonchaea orsitesa är en tvåvingeart som beskrevs av Mcalpine och Monroe 1968. Lonchaea orsitesa ingår i släktet Lonchaea och familjen stjärtflugor.
Artens utbredningsområde är Québec. Inga underarter finns listade i Catalogue of Life.